# سیب‌زمینی بنفش

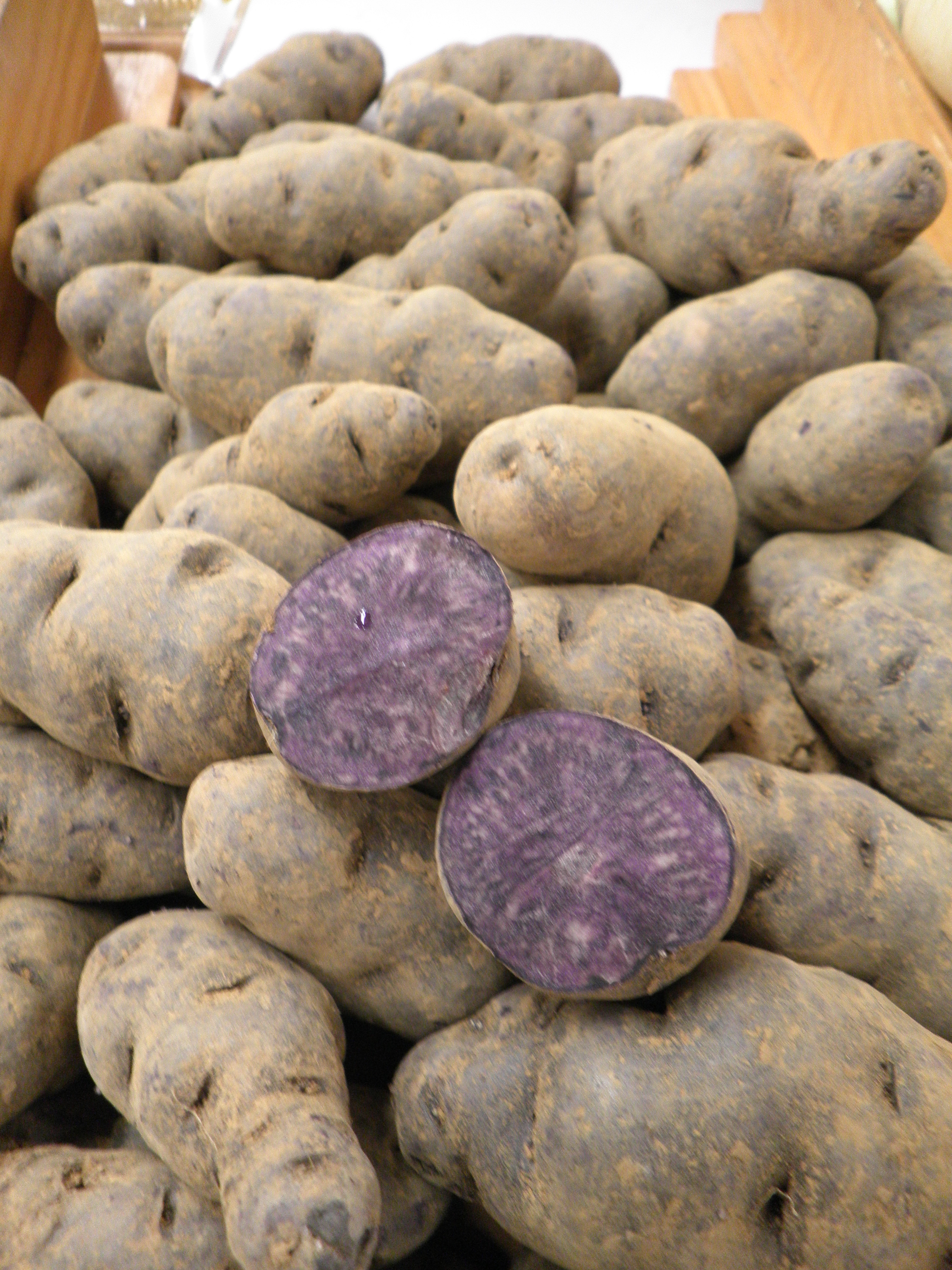
ویولا

سیب زمینی بنفش یکی از مهم‌ترین و مغذی‌ترین انواع سیب زمینی با رنگ بنفش است. این نوع از سیب زمینی، برای قرن‌ها در فرهنگ آمریکای جنوبی، به عنوان غذای خدایان مطرح بوده‌است. سیب زمینی بنفش، محصول بومی کشورهای پرو و بولیوی است که در قرن شانزدهم میلادی توسط ملوانان اسپانیایی به اروپا آورده شد. از سال ۲۰۱۷ میلادی، این محصول به‌طور چشمگیر در آمریکای جنوبی، آمریکای شمالی و اروپا کشت و روانه بازار می‌شود. این محصول به دلیل رنگ منحصر به فرد، طعم فوق‌العاده و فواید سلامتی آن در فرهنگ معاصر محبوبیت زیادی پیدا کرده‌است.

## ارزش غذایی
سیب زمینی‌ها حاوی بسیاری از مواد مغذی مهم هستند و می‌توانند افزودنی بسیار سالم در رژیم غذایی باشند. یک وعده ۱۰۰ گرمی سیب زمینی بنفش پخته شده با پوست حاوی موارد زیر است:
کالری: ۸۷
پروتئین: ۲ گرم
کربوهیدرات: ۲۰ گرم
فیبر: ۳٫۳ گرم
چربی: کمتر از ۱ گرم
منگنز: ۶ درصد
مس: ۲۱ درصد
آهن: ۲ درصد
پتاسیم: ۸ درصد
ویتامین ب۶: ۱۸ درصد
ویتامین سی: ۱۴ درصد
سیب زمینی پتاسیم بیشتری نسبت به موز دارد. علاوه بر این، یک وعده سیب زمینی ۳ گرم فیبر تأمین می‌کند و به‌طور طبیعی سدیم کمی دارد.

## فواید دارویی
۱. کاهش قند خون: این محصول باعث کاهش قند خون و بهبودی افراد دیابتی می‌شود. پژوهش‌ها نشان می‌دهد سیب زمینی بنفش شاخص گلیسمی کمتری نسبت به دیگر انواع دارد. دیگر آنکه به دلیل غلظت بالای ترکیبات گیاهی پلی فنول، تأثیر مناسب‌تری برای افراد دیابتی دارد. این ترکیبات جذب نشاسته را در روده کاهش داده و سطح قند خون را به حداقل می‌رسانند. یک مطالعه نشان می‌دهد که تغذیه عصاره سیب‌زمینی بنفش منجر به تحمل بهتر گلوکز و بهبود سطح قند خون کوتاه‌مدت و بلندمدت می‌شود.
۲. سرشار از آنتی‌اکسیدان: رنگ بنفش آن نشانه‌ای از وجود آنتی‌اکسیدان بالا است که دو تا سه برابر دیگر سیب زمینی‌ها است. سیب‌زمینی بنفش سرشار از آنتی اکسیدان‌های پلی فنول به نام آنتوسیانین است؛ همان نوع آنتی‌اکسیدانی که در زغال اخته و شاه توت یافت می‌شود. مصرف بیشتر آنتوسیانین، باعث کاهش کلسترول، بهبود بینایی و سلامت چشم، کاهش خطر بیماری قلبی، برخی سرطان‌ها و دیابت می‌شود. علاوه بر آن، سیب‌زمینی بنفش حاوی آنتی اکسیدان‌های دیگری نیز است که شامل ویتامین سی، ترکیبات کاروتنوئیدی، سلنیوم، تیروزین و ترکیبات پلی فنلی مانند کافئیک اسید، اسکوپولین، اسید کلروژنیک و اسید فرولیک می‌شود. پژوهش‌ها نشان می‌دهد که مصرف یک وعده باعث افزایش سطح آنتی اکسیدان خون و ادرار می‌شود. پژوهش دیگر نشان می‌دهد که مصرف هر روز ۱۵۰ گرم سیب‌زمینی بنفش به مدت ۶ هفته باعث بروز سطوح پایین‌تری از نشان‌گرهای التهابی و آسیب دی ان ای می‌شود.
3. کاهش فشار خون: خوردن سیب زمینی بنفش سبب سلامت عروق خونی می‌شود. این امر ممکن است تا حدی به دلیل محتوای پتاسیم بالاتر آن‌ها باشد، زیرا این ماده به کاهش فشار خون کمک می‌کند، اما محتوای آنتی‌اکسیدانی آن‌ها نیز نقش دارد. یک مطالعه نشان می‌دهد که خوردن ۶ تا ۸ سیب زمینی بنفش دو بار در روز، فشار خون سیستولیک و دیاستولیک را به ترتیب ۳٫۵ و ۴٫۳ درصد کاهش می‌دهد. علاوه بر این، برخی مطالعات نشان می‌دهد که خوردن سیب زمینی بنفش ممکن است سفتی شریان را کاهش دهد. سفت بودن شریان‌ها خطر حمله قلبی یا سکته را افزایش می‌دهد. به‌طور کلی، خوردن غذاهای غنی از پلی فنل، از جمله غذاهای حاوی آنتوسیانین مانند سیب زمینی بنفش، به آرامش و تقویت عروق خونی کمک می‌کند. ترکیبات پلی فنول موجود در ویولا برای کاهش فشار خون، برخی از انواع داروهای کاهنده فشار خون عمل می‌کند.
۴. کاهش خطر ابتلا به سرطان: چند مطالعه آزمایشگاهی نشان داده‌اند که برخی از ترکیبات موجود در سیب زمینی بنفش، از جمله آنتی‌اکسیدان‌های آن، ممکن است به پیشگیری یا مبارزه با سرطان، از جمله سرطان روده بزرگ و سینه کمک کند. در یک مطالعه، سلول‌های سرطانی که با عصاره ویولا درمان شده بودند، کندتر رشد کردند. در برخی موارد، عصاره حتی باعث مرگ سلول‌های سرطانی شد.
۵. جبران کمبود فیبر بدن: افزودن چند وعده سیب زمینی بنفش به رژیم غذایی در هر هفته، می‌تواند به پر کردن کمبود فیبر کمک کند. فیبر کمک می‌کند احساس سیری کنید، از یبوست جلوگیری می‌کند، قند خون را تثبیت می‌کند و به حفظ سطح کلسترول سالم کمک می‌کند. مصرف با پوست برای این امر بهتر است. یک ویولای ۱۰۰ گرمی با پوست پخته شده در مایکروویو حاوی ۳٫۳ گرم فیبر است؛ در حالی که یک ویولا با همان اندازه که بدون پوست پخته شده‌است، ۱٫۸ گرم دارد.

## انواع غذاها
سیب‌زمینی بنفش همه را می‌توان به صورت‌های مختلفی همانند دیگر محصولات خانواده سیب زمینی مصرف کرد. می‌توان آن را به صورت برشته، آب‌پز، پخته، سرخ شده، پوره، کبابی و… مصرف کرد. غذاهای رایج حاوی این گیاه شامل سوپ، نوکی، آب‌پز با ماهی قزل آلا، سرو همراه تخم مرغ و لوبیا سبز در سالاد نیکویا، سرخ کرده، چیپس، ماده جانبی در کنار دیگر مواد غذایی مانند سس بادام هندی، سس‌های مبتنی بر گوجه فرنگی، سبزی‌ها، سیر، گوشت قرمز، مرغ، پنیرها، سبزیجات نشاسته‌ای مانند ذرت و لوبیای پوست کنده، کنگر فرنگی، سالاد و… می‌شود. همچنین می‌توان آن را علاوه بر غذا، به عنوان رنگ طبیعی در نوشیدنی‌ها، آب میوه، آب ویتامینه و بستنی استفاده کرد.

## روش نگهداری
در مکانی خنک، خشک و تاریک نگهداری شود. در این صورت، یک تا دو هفته باقی می‌ماند.